# МКС-40
МКС-40 — сороковий довготривалий екіпаж Міжнародної космічної станції. Його робота почалася в травні 2014 року з моменту відстиковки Союз ТМА-11М від станції. Закінчилася місія 10 вересня 2014 року.

## Екіпаж
| Посада        | з березня 2014              | з травня 2014 по вересень 2014 |
| ------------- | --------------------------- | ------------------------------ |
| Командир      | Стів Свенсон (3), НАСА      | Стів Свенсон (3), НАСА         |
| Бортінженер 1 | Олександр Скворцов (2), ФКА | Олександр Скворцов (2), ФКА    |
| Бортінженер 2 | Олег Артем'єв (1), ФКА      | Олег Артем'єв (1), ФКА         |
| Бортінженер 3 |                             | Грегорі Рейд Уайсмен (1), НАСА |
| Бортінженер 4 |                             | Максим Сураєв (2), ФКА         |
| Бортінженер 5 |                             | Олександр Герст (1), ЄКА       |